# Shure SM57

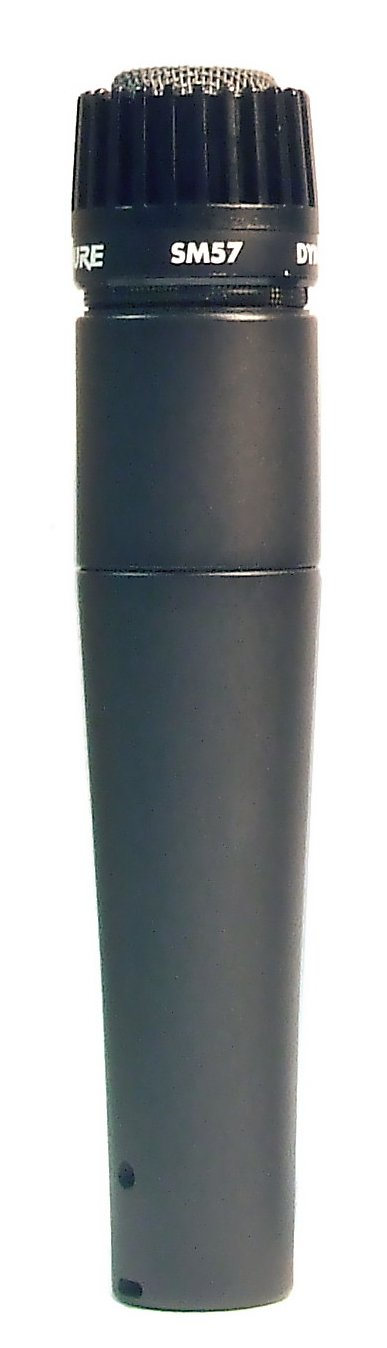
Shure SM57

El Shure SM57 és un micròfon de tipus cardioide, unidireccional i de baixa impedància normalment utilitzat al reforç d'àudio en viu i enregistraments d'estudi. El nom SM prové de les sigles en anglès studio microphone (micròfon d'estudi). El SM57 és popular entre els músics perquè és robusta i capaç de treballar bé amb instruments d'altes freqüències, com per exemple, percussions i guitarres elèctriques. El disseny del cardioide redueix els sons de fons indesitjables i la generació de feedback acústic.
Com que era molt popular, el SM57 va ser àmpliament falsificat per fàbriques a la Xina i Tailàndia. Shure Distribution (UK) va informar que el SM57, Beta 57A i Beta 58A són els més falsificats. L'any 2006, Shure va muntar una campanya contra el comerç de micròfons falsos.

## Origen
L'origen del SM57 pot trobar-se a l'any 1937, quan Benjamin Bauer, un enginyer de Shure, va desenvolupar el primer micròfon direccional, l'Unidyne, el qual va tenir un patró de captació cardioide.
L'any 1959, un altre enginyer de Shure, Ernie Seeler, va avançar significativament l'art del disseny de micròfons amb l'Unidyne III. Seeler va provar l'Unidyne III durant tres anys de recerca i desenvolupament i així, va produir les sèries SM de càpsules de micròfon Shure.
Seeler era un aficionat de la música clàssica i pensava que el Shure SM57 seria utilitzat per orquestres. Com va "menysprear" la música rock, la Fundació TEC va dir que era "irònic" que el micròfon hagués esdevingut «un puntal de música de rock».

## Característiques
Portat al mercat l'any 1965, el Shure SM57 és un dels micròfons més venuts del món. S'hi fa servir la càpsula ShureUnidyne III, introduïda per primera vegada el 1959. Aquesta càpsula és similar a la utilitzada en el popular micròfon Shure SM58, però manté diferències mecàniques i acústiques. El SM57 està equipat amb un connector XLR (Cannon) i compta amb una sortida d'àudio balancejada, que ajuda a minimitzar el brunzit i el soroll. La resposta en freqüència s'estén dels 40 Hertz (Hz) fins als 15 kiloHertz (kHz). El SM57 és fabrica als Estats Units i Mèxic. El Shure A2W és un accessori pel SM57 que minimitza sorolls de vent, l'Efecte Proximitat, i protegeix la càpsula del micròfon.

## Especificacions
Tipus: micròfon dinàmic
Resposta en freqüència: De 40 a 15.000 Hz
Patró Polar: Cardioide (unidireccional), simètric repecte l'eix del micròfon, uniforme quant a freqüència.
Sensibilitat (a 1.000 Hz): Voltatge de circuit obert: -56.0 dBV/Pa (1.6 mV)
Impedància: La impedància nominal és de 150 ohms (310 ohms actual) per la connexió a entrades de micròfon de baixa impedància.
Polaritat: La pressió positiva en el diafragma produeix una senyal positiva al pin 2 en relació al pin 3.
Connector: Connector de 3 pins d'àudio professional (mascle XLR).
Pes net (sense cable): 284 grams 